# 乌尔米耶
乌尔米耶或乌鲁米耶（阿塞拜疆语：‎；波斯语：‎；阿拉米语：‎；库尔德语：‎）是伊朗伊斯兰共和国西阿塞拜疆省的省会和最大城市。在巴列维王朝时期曾以国王礼萨汗的名字改名为礼萨伊耶（波斯语：‎，意为“礼萨之城”），伊斯兰革命后改回原名。如今乌尔米耶人口在2012年有667,499人，是伊朗第10大城市，也是伊朗阿塞拜疆地区（包括东阿塞拜疆、西阿塞拜疆、阿尔达比勒和赞詹四省）仅次于大不里士的第二大城市。

## 历史
乌尔米耶被认为是伊朗最古老的城市和文明摇篮之一。乌尔米耶周围的古代遗址发掘出了一些距今四千多年的器皿。弗拉基米尔·米诺尔斯基博士的研究表明，前2000年左右乌尔米耶草原上就出现了受范国（乌拉尔图）文明影响的村落。
根据历史记载，包括乌尔米耶在内的乌尔米耶湖西岸是诸多史前国家的必争之地。前9世纪，乌尔米耶地区由一个独立的政府统治，后来加入了乌拉尔图。前8世纪时，该地区成为亚述帝国的属地，亚述败亡后受米底王国统治，后又被并入波斯帝国版图。
许多古代的伊斯兰史学家都认为乌尔米耶是琐罗亚斯德教创始人琐罗亚斯德的出生地，也是埋葬去伯利恒朝拜耶稣的东方三博士（他们可能都是琐罗亚斯德教祭司）中的一到两位的地方，表明乌尔米耶是古代最大的宗教和科学中心之一。《天主教百科全书》也提到乌尔米耶是9世纪时的重要的宗教中心，但伊朗学家和语言学家则不同意上述说法。
950年乌尔米耶的统治者是库尔德将军贾斯坦·本·沙尔马赞，而该地区是库尔德人和代拉姆人的争夺热点。1040年乌尔米耶的统治者、库尔德哈德哈巴尼王朝的阿布·希贾·本·拉比卜·道莱击败了试图入侵乌尔米耶的古兹部落，杀死成千的古兹人。据说乌尔米耶于1184年被塞尔柱突厥人掠夺并毁灭。 
奥斯曼土耳其人崛起后，乌尔米耶成为奥斯曼帝国和波斯萨非王朝争夺的热点地区，奥斯曼人多次入侵该地，但萨非人很快就恢复了在该地区的统治。1795年卡扎尔王朝的建立者阿迦·穆罕默德汗在乌尔米耶加冕为王。乌尔米耶于1835年成为第一个美国基督徒在伊朗的传教之地，19世纪末该地的基督徒人口大量增加。1900年左右，基督徒人口占乌尔米耶总人口的40%以上，但在1918年该城的大部分基督徒都逃走了。
《天主教百科全书》提到乌尔米耶也是一个迦勒底天主教会的教区所在地。

## 地理

### 地理位置
乌尔米耶位于伊朗西北部，乌尔米耶湖西岸20千米处，座落于肥沃的乌尔米耶草原上，靠近伊朗与土耳其边境线，周围多山脉。

### 气候
| 乌尔米耶               | 乌尔米耶    | 乌尔米耶    | 乌尔米耶    | 乌尔米耶    | 乌尔米耶    | 乌尔米耶    | 乌尔米耶    | 乌尔米耶    | 乌尔米耶    | 乌尔米耶    | 乌尔米耶    | 乌尔米耶    | 乌尔米耶      |
| 月份                   | 1月         | 2月         | 3月         | 4月         | 5月         | 6月         | 7月         | 8月         | 9月         | 10月        | 11月        | 12月        | 全年          |
| ---------------------- | ----------- | ----------- | ----------- | ----------- | ----------- | ----------- | ----------- | ----------- | ----------- | ----------- | ----------- | ----------- | ------------- |
| 平均高温 °C（°F）      | 2.6 (36.7)  | 4.8 (40.6)  | 10.4 (50.7) | 16.8 (62.2) | 22.2 (72.0) | 27.5 (81.5) | 31.2 (88.2) | 31.0 (87.8) | 27.1 (80.8) | 20.1 (68.2) | 12.2 (54.0) | 5.7 (42.3)  | 17.6 (63.7)   |
| 平均低温 °C（°F）      | −6.1 (21.0) | −4.8 (23.4) | −0.1 (31.8) | 5.2 (41.4)  | 9.1 (48.4)  | 12.9 (55.2) | 16.6 (61.9) | 15.9 (60.6) | 11.5 (52.7) | 6.6 (43.9)  | 1.4 (34.5)  | −3.2 (26.2) | 5.4 (41.7)    |
| 平均降水量 mm（）      | 30.2 (1.19) | 33.2 (1.31) | 52.3 (2.06) | 62.2 (2.45) | 45.6 (1.80) | 14.2 (0.56) | 5.5 (0.22)  | 2.1 (0.08)  | 4.4 (0.17)  | 21.8 (0.86) | 40.0 (1.57) | 29.7 (1.17) | 341.2 (13.43) |
| 来源：worldweather.org |             |             |             |             |             |             |             |             |             |             |             |             |               |

## 人口

### 构成
乌尔米耶在漫长的岁月里一直是多个民族聚集的城市，因此其人口构成经历了长期的变化。一些史料显示，20世纪初该城有大量的基督徒（分属亚美尼亚使徒教会，东方亚述教会和迦勒底天主教会）。从1830年到一战末，受四个基督教传教团的影响，乌尔米耶成为亚述人的精神首都。1914年俄罗斯帝国和奥斯曼帝国爆发战争以后，一些亚述人和亚美尼亚人离开了该地，使得该地基督徒数量急剧减少。礼萨汗统治时期，数千名伊朗亚述人被允许返回该地。
乌尔米耶的人口构成没有准确的统计数据，所有可用数据都是估算，而且经常没有什么根据。大量从农村迁移到城市的人口、两伊战争中的难民人口、从周边小城市移居到乌尔米耶的人口都大大改变了乌尔米耶的人口构成。1920年代初期，乌尔米耶还有大量的基督徒，包括亚美尼亚人和亚述人，一些是当地人，也有一些是从奥斯曼帝国和与奥斯曼帝国接壤的伊朗边境农村地区迁来的难民。但如今，基督徒只占总人口的约5%至10%，其余90%多为阿塞拜疆人和库尔德人。库尔德人是从高地移民而来，而阿塞拜疆人、亚美尼亚人和亚述人原本就在乌尔米耶湖畔的低地上生活。

## 教育

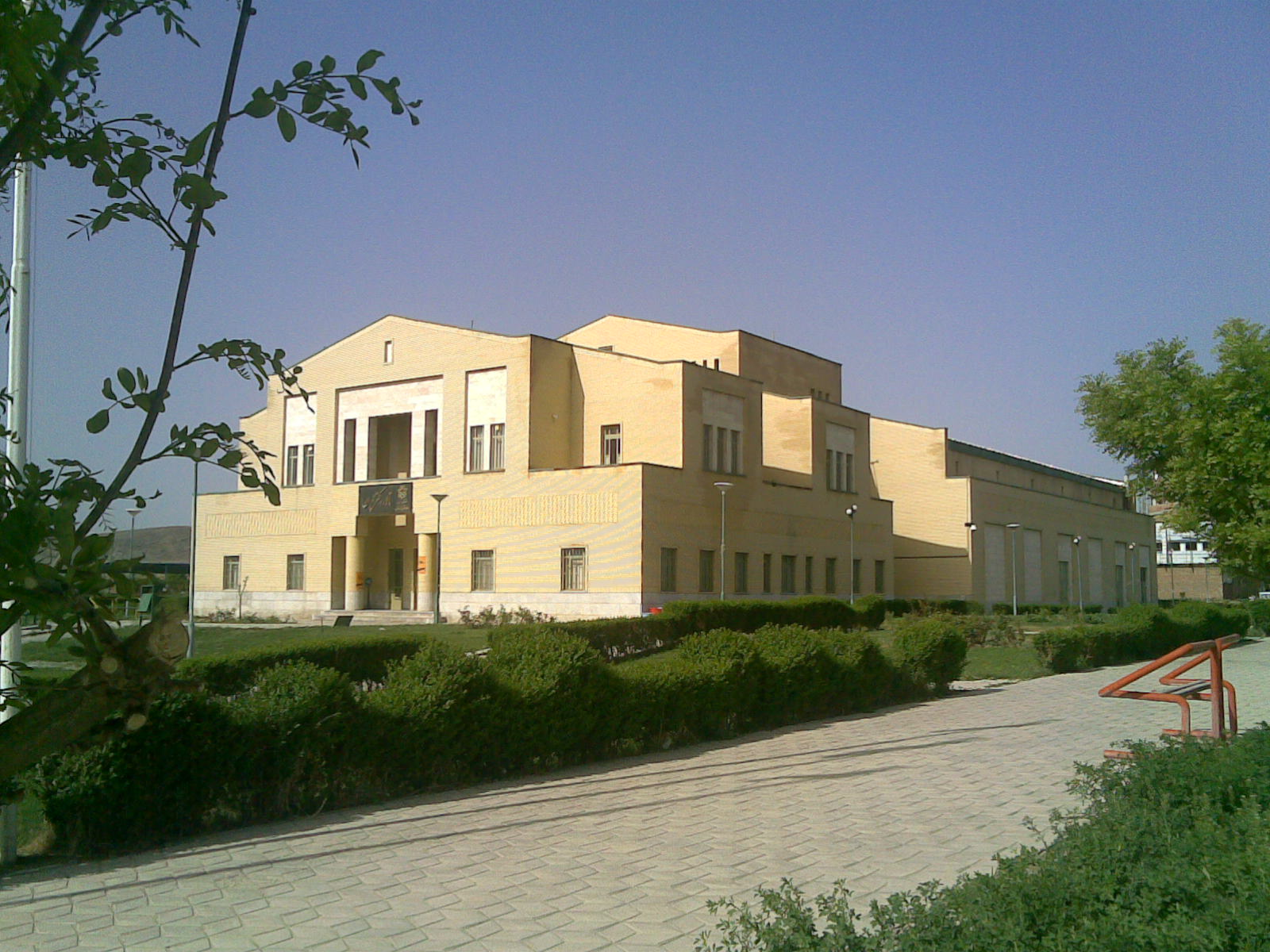
乌尔米耶大学大礼堂

### 高等教育
乌尔米耶从大约一个世纪前就已经是伊朗国内重要的高等教育中心之一。约瑟夫·科奇兰和他的医学伙伴于1878年建立的乌尔米耶医学院是伊朗最早的大学，但伊朗第一所正规大学德黑兰大学成立后，乌尔米耶医学院就关闭了。
如今乌尔米耶依然是伊朗重要的教育中心之一，拥有如下的国立和私立大学：
乌尔米耶的大学
| 大学                          | 网站                   |
| ----------------------------- | ---------------------- |
| 乌尔米耶大学                  | （页面存档备份，存于） |
| 乌尔米耶医科大学              | （页面存档备份，存于） |
| 乌尔米耶技术大学              | （页面存档备份，存于） |
| 乌尔米耶伊斯兰自由大学        | （页面存档备份，存于） |
| 乌尔米耶帕亚穆努尔大学        |                        |
| 乌尔米耶埃勒米·卡尔波尔迪大学 |                        |
| 乌尔米耶阿塞拜疆大学          |                        |

### 图书馆
- 乌尔米耶中心图书馆
- 沙希德·巴霍纳尔图书馆
- 伊朗伊斯兰共和国教育部图书馆
- 乌尔米耶文化与艺术中心图书馆
- 阿拉马·塔巴塔巴伊图书馆
- 哈尼亚贾万图书馆